# والابی صخره روتشیلد
والابی صخره روتشیلد (نام علمی: Petrogale rothschildi) گونه‌ای کیسه‌دار عضو سرده صخره‌راسوها از تیره درازپایان است که در استرالیای غربی در استرالیا زندگی می‌کند. والابی صخره روتشیلد همچون دیگر والابی‌ها شب‌زی و گیاه‌خوار است.